# Gály Olga
Lőrinczné Gály Olga, L. Gály Olga (Losonc, 1921. február 10. – Pozsony, 2012. augusztus 7.) költő, író, szerkesztő, műfordító. Férje Lőrincz Gyula festőművész.

## Élete
Braun Gyula lakatos és Raichmann Magdaléna gyermekeként született. Losoncon a reformreál gimnáziumban érettségizett 1939-ben. A második világháború idején szüleivel gettóba vitték, de sikerült megszöknie. 1947-től Pozsonyban élt. 1950–1956 között az Új Szó, 1956–1960 között a Hét, 1971–1976 között a Nő szerkesztője.
Az 1950-es évektől jelentkezett verseivel, de jelentősebb műfordítói munkássága.

## Elismerései
- A szlovák irodalom fejlesztésében szerzett érdemekért érem (1986)
- Madách műfordítói nívódíj (2000)

## Művei
- Hajnali őrségen (versek, 1953)
- Halkan szólok (versek, 1967)
- Tiszta vászon (versek, 1976)
- Szívdobogás (versek, 1981)
- Ördöglakat (Lőrincz Gyula festőművész ifjúkoráról, 1990)
- Néma madár (regény, 2004)